# Supertaça Cândido de Oliveira 1982
La Supertaça Cândido de Oliveira 1982 è stata la 5ª edizione di tale competizione. Si è disputata in gara di andata e ritorno tra il 9 ottobre e il 14 dicembre 1982. Si sono contrapposti il Braga, finalista di coppa e lo Sporting Lisbona, vincitore del campionato e della Taça de Portugal.
A vincere il trofeo è stato lo Sporting Lisbona.

## Le squadre
| Squadre          | Qualificazione                                                                | Partecipazioni precedenti     |
| ---------------- | ----------------------------------------------------------------------------- | ----------------------------- |
| Sporting Lisbona | Vincitore della Primeira Divisão 1981-1982 e della Taça de Portugal 1981-1982 | 1980                          |
| Braga            | Finalista della Taça de Portugal 1981-1982                                    | Prima partecipazione assoluta |

## Tabellini

### Andata
| Arbitro: | Armando Paraty (Oporto) |

|                      |           |            |
| Gomes 12’ Fontes 31’ | Marcatori | 77’ Freire |

| Braga | Sporting CP |

#### Formazioni
| Braga         |   |                   |  |     |
|               |   |                   |  |     |
| P             | 1 | Valter Onofre     |  |     |
| D             |   | Manuel Guedes     |  |     |
| D             |   | João Cardoso      |  |     |
| D             |   | António Paris     |  |     |
| D             |   | Artur Correia     |  |     |
| C             |   | Vítor Oliveira    |  |     |
| C             |   | Vítor Santos      |  |     |
| C             |   | José Germano      |  |     |
| A             |   | Wando             |  | 65’ |
| A             |   | Armando Fontes    |  |     |
| A             |   | Jorge Gomes       |  | 42’ |
| Sostituzioni: |   |                   |  |     |
| A             |   | Fernando Malheiro |  | 42’ |
| A             |   | Manoel Costa      |  | 65’ |
| Allenatore:   |   |                   |  |     |
| Juca          |   |                   |  |     |

| Sporting Lisbona |   |                  |  |     |
|                  |   |                  |  |     |
| P                | 1 | Ferenc Mészáros  |  |     |
| D                |   | Virgílio Lopes   |  |     |
| D                |   | Uchoa            |  |     |
| D                |   | José Eduardo     |  |     |
| D                |   | Dušan Bukovac    |  |     |
| D                |   | Zezinho          |  | 46’ |
| D                |   | Vitorino Bastos  |  |     |
| D                |   | Francisco Barão  |  |     |
| C                |   | Vanio Kostov     |  |     |
| A                |   | Carlos Freire    |  |     |
| A                |   | Manuel Fernandes |  |     |
| Sostituzioni:    |   |                  |  |     |
| D                |   | Kikas            |  | 46’ |
| Allenatore:      |   |                  |  |     |
| António Oliveira |   |                  |  |     |

### Ritorno
| Arbitro: | Francisco Silva (Faro) |

|                                                       |           |                    |
| M. Fernandes 2’, 81’, 84’ Rui Jordão 9’, 64’ Lito 67’ | Marcatori | 86’ Vítor Oliveira |

| Sporting CP | Braga |

#### Formazioni
| Sporting Lisbona |   |                  |  |     |
|                  |   |                  |  |     |
| P                | 1 | Ferenc Mészáros  |  |     |
| D                |   | Marinho          |  |     |
| D                |   | Virgílio Lopes   |  |     |
| D                |   | Kikas            |  | 74’ |
| D                |   | Vanio Kostov     |  |     |
| C                |   | Carlos Xavier    |  |     |
| C                |   | Mário Jorge      |  |     |
| C                |   | Lito             |  |     |
| A                |   | Rui Jordão       |  |     |
| A                |   | Manuel Fernandes |  |     |
| A                |   | Carlos Freire    |  | 68’ |
| Sostituzioni:    |   |                  |  |     |
| D                |   | José Eduardo     |  | 74’ |
| D                |   | Dušan Bukovac    |  | 68’ |
| Allenatore:      |   |                  |  |     |
| António Oliveira |   |                  |  |     |

| Braga         |   |                 |  |     |
|               |   |                 |  |     |
| P             | 1 | Valter Onofre   |  |     |
| D             |   | Dito            |  |     |
| D             |   | Artur Correia   |  |     |
| D             |   | António Paris   |  |     |
| D             |   | Manuel Guedes   |  | 58’ |
| D             |   | João Cardoso    |  |     |
| C             |   | Vítor Santos    |  |     |
| C             |   | José Germano    |  | 52’ |
| A             |   | Wando           |  |     |
| A             |   | Jorge Gomes     |  |     |
| A             |   | Armando Fontes  |  |     |
| Sostituzioni: |   |                 |  |     |
| C             |   | Adriano Spencer |  | 52’ |
| C             |   | Vítor Oliveira  |  | 58’ |
| Allenatore:   |   |                 |  |     |
| Juca          |   |                 |  |     |